# Cornimont
Cornimont ([kɔʁniˈmɔ̃] , deutsch Hornenberg) ist eine französische Gemeinde mit 3037 Einwohnern (Stand: 1. Januar 2022) im Département Vosges in der Region Grand Est (bis 2015 Lothringen). Sie gehört zum Arrondissement Épinal (bis 2024 Saint-Dié-des-Vosges) und ist Mitglied im Gemeindeverband Communauté de communes des Hautes Vosges. Die Bewohner werden Counehets und Counehettes genannt.
Die Gemeinde erhielt 2024 die Auszeichnung „Zwei Blumen“, die vom Conseil national des villes et villages fleuris (CNVVF) im Rahmen des jährlichen Wettbewerbs der blumengeschmückten Städte und Dörfer verliehen wird.

## Geografie
Die Vogesen-Gemeinde Cornimont liegt an der oberen Moselotte und grenzt im Osten an das Département Haut-Rhin.
Nachbargemeinden von Cornimont sind Rochesson und La Bresse im Norden, Wildenstein im Nordosten, Kruth im Osten, Ventron im Südosten, Le Ménil im Süden, Saulxures-sur-Moselotte im Südwesten sowie Basse-sur-le-Rupt im Nordwesten.

## Geschichte
Der Ort existierte wahrscheinlich bereits im 7. Jahrhundert, die erste urkundliche Erwähnung (als Cournimont) entstammt dem Jahr 1345. Während des Dreißigjährigen Krieges sank die Einwohnerzahl drastisch, im Jahr 1640 betrug sie 27 Personen. Im 19. Jahrhundert erfolgte eine schnelle Industrialisierung, im Jahr 1975 betrug die Einwohnerzahl ca. 5200.
Am 20. Juni 1940 fiel Cornimont im Rahmen des Westfeldzuges und wurde von Truppen der Wehrmacht erobert. Zwei Tage später gab es den Waffenstillstand von Compiègne (1940); er kam einer Kapitulation gleich.
| Jahr      | 1962 | 1968 | 1975 | 1982 | 1990 | 1999 | 2007 | 2014 | 2020 |
| Einwohner | 4984 | 5021 | 5211 | 4556 | 4042 | 3861 | 3732 | 3331 | 3062 |

## Sehenswürdigkeiten
Zu den Sehenswürdigkeiten der Gemeinde gehören das Museum Musée des Mille et une Racines und die Kapelle Chapelle du Brabant.

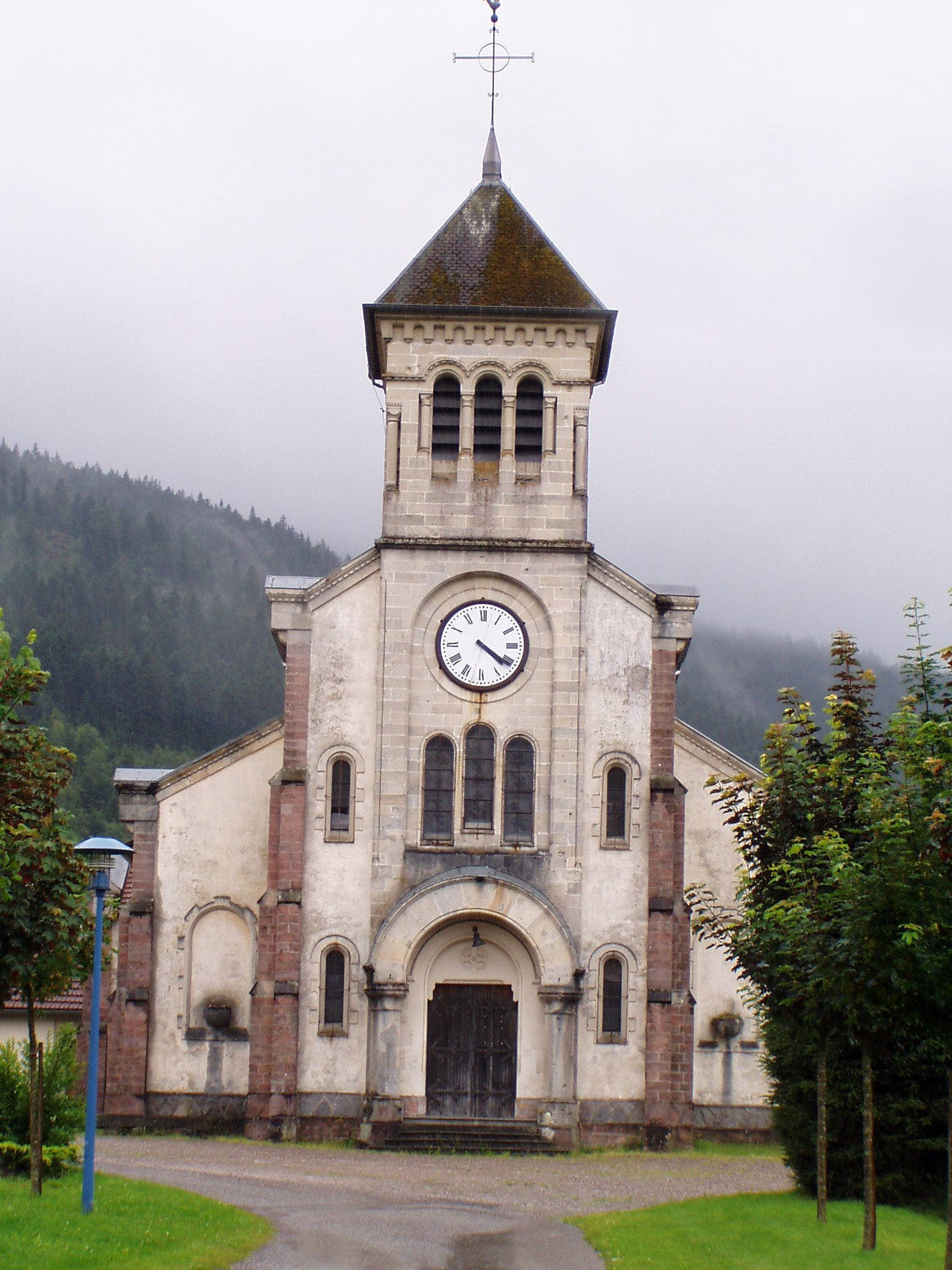
Kirche im Ortsteil Travexin
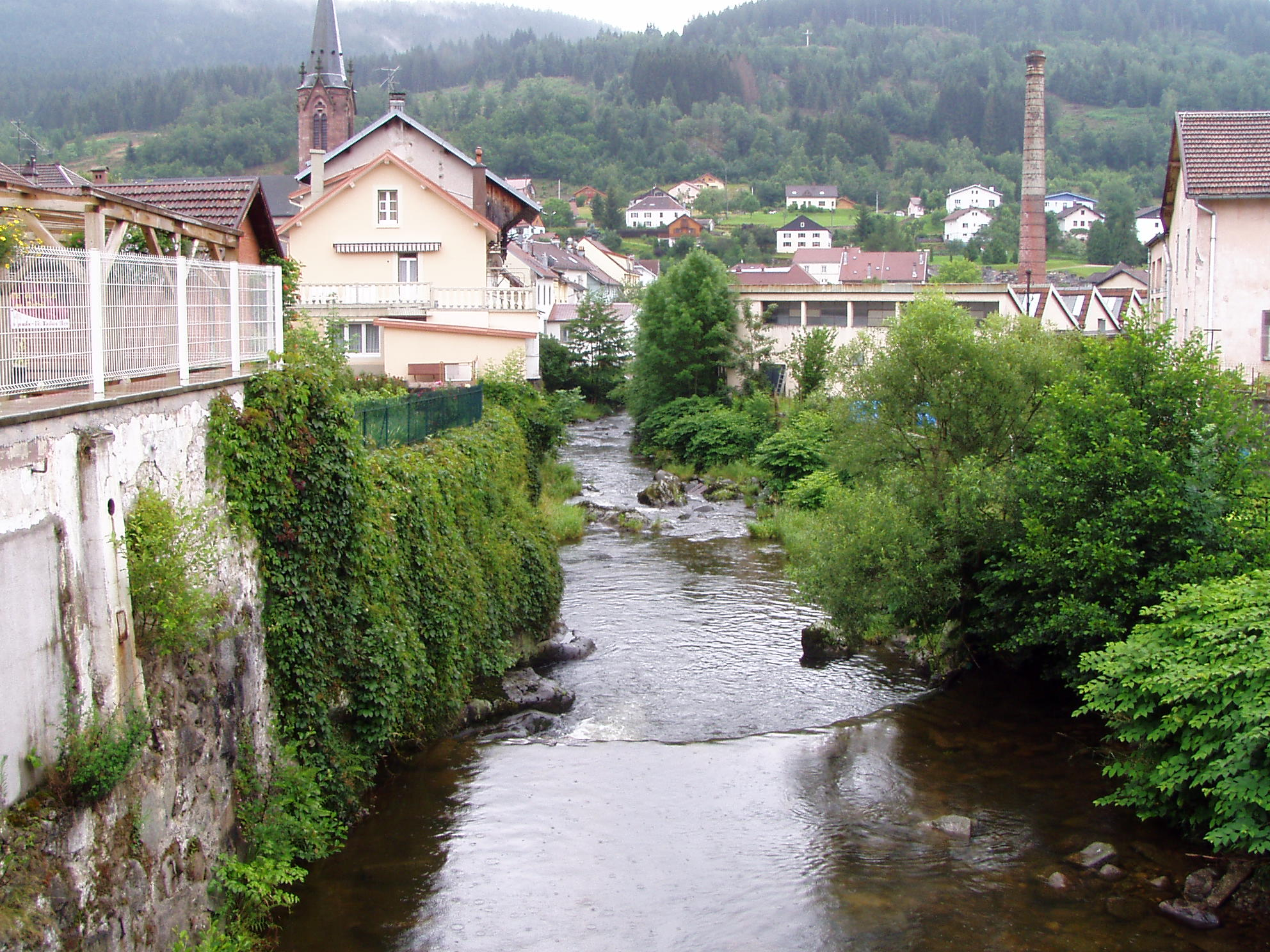
Die Moselotte in Cornimont

## Gemeindepartnerschaft
- Cornimont unterhält seit dem Jahr 1983 eine Partnerschaft mit der Gemeinde Steinen in Baden-Württemberg.

## Persönlichkeiten
- Hubert Curien (* 30. Oktober 1924 in Cornimont; † 6. Februar 2005 in Loury bei Paris), Politiker und Physiker
- Véronique Claudel (* 22. November 1966 in Cornimont), Biathletin
- Christophe Mengin (* 3. September 1968 in Cornimont), Radrennfahrer